# Championnat d'Amérique du Sud masculin de volley-ball 1997
Le 22e championnat d'Amérique du Sud de volley-ball masculin s'est déroulé en 1997 à Caracas ( Venezuela).

## Classement final
| Place              | Équipe    |
| ------------------ | --------- |
| Médaille d'or      | Brésil    |
| Médaille d'argent  | Venezuela |
| Médaille de bronze | Argentine |
| 4                  | Pérou     |